# Аткінс (Айова)
Аткінс (англ. Atkins) — місто (англ. city) в США, в окрузі Бентон штату Айова. Населення — 2056 осіб (2020).

## Географія
Аткінс розташований за координатами 41°59′39″ пн. ш. 91°51′31″ зх. д. / 41.99417° пн. ш. 91.85861° зх. д. (41.994246, -91.858560).  За даними Бюро перепису населення США в 2010 році місто мало площу 2,83 км², уся площа — суходіл.

## Демографія
Згідно з переписом 2010 року, у місті мешкало 1670 осіб у 592 домогосподарствах у складі 480 родин. Густота населення становила 590 осіб/км².  Було 610 помешкань (216/км²).
Расовий склад населення:
| - 98,9 % — білих - 0,3 % — корінних американців - 0,1 % — чорних або афроамериканців - 0,1 % — азіатів |

До двох чи більше рас належало 0,7 %. Частка іспаномовних становила 0,7 % від усіх жителів.
За віковим діапазоном населення розподілялося таким чином: 31,3 % — особи молодші 18 років, 58,8 % — особи у віці 18—64 років, 9,9 % — особи у віці 65 років та старші. Медіана віку мешканця становила 35,7 року. На 100 осіб жіночої статі у місті припадало 104,2 чоловіків;  на 100 жінок у віці від 18 років та старших — 104,3 чоловіків також старших 18 років.
Середній дохід на одне домашнє господарство  становив 89 605 доларів США (медіана — 84 917), а середній дохід на одну сім'ю — 98 251 долар (медіана — 98 500). Медіана доходів становила 61 125 доларів для чоловіків та 48 295 доларів для жінок. За межею бідності перебувало 2,7 % осіб, у тому числі 2,2 % дітей у віці до 18 років та 5,5 % осіб у віці 65 років та старших.
Цивільне працевлаштоване населення становило 966 осіб. Основні галузі зайнятості: освіта, охорона здоров'я та соціальна допомога — 28,9 %, виробництво — 17,2 %, фінанси, страхування та нерухомість — 10,2 %, роздрібна торгівля — 8,5 %.